# Dvojlinka
Dvojlinka je izolovaná dvojice vodičů v symetrickém uspořádání. Může být buď plochá nebo kroucená.
- V silové elektrotechnice se plochá dvojlinka užívá pro nástěnná vedení síťového napětí se dvěma dráty, případně pro přívodní šňůry jako ohebná se dvěma licnami.
- Účastnické telefonní stanice a jiná slaboproudá zařízení se připojují plochou dvojlinkou s dráty o malém průřezu.
- Ve vysokofrekvenční technice se používá plochá dvojlinka s impedancí 300 Ω, například pro svody televizních antén, anebo jako kroucená pro vyšší frekvence a číslicové signály. Hlavní výhoda kroucené dvojlinky je v tom, že je odolnější vůči rušení.